# Erika Schmollinger
Erika Schmollinger – Geburtsname Koch – (* 25. Juni 1941 in Berkum (Peine)) ist eine deutsche Tischtennisspielerin mit ihrem Leistungszenit in den 1960er Jahren. Sie nahm an einer Weltmeisterschaft teil.

## Jugend
Unter ihrem Geburtsnamen Koch begann Schmollinger ihre Karriere beim Verein VfB Peine, wo sie im Jugendbereich erste Erfolge erzielte. So gewann sie 1955 die deutsche Jugendmeisterschaft im Doppel mit Oda Mielenhausen, ein Jahr später wurde sie mit Hannelore Dudek Zweite. 1958 holte sie nochmals zusammen mit Ev-Kathleen Zemke den Titel im Doppel. 1955 erreichte sie bei den europäischen Jugendmeisterschaften im Einzel das Halbfinale. Zwei Jahre später wurde sie Jugend-Europameister im Doppel mit Ev-Kathleen Zemke und im Mixed mit Gregor Schwaning. Im Einzel wurde sie Zweite hinter Heide Dauphin.

## Erwachsene
1959 nahm sie erstmals an der nationalen deutschen Meisterschaft teil. Später kam sie dabei zweimal ins Doppel-Halbfinale, 1961 mit Helga Scheithe und 1972 mit Hannelore Schneider. 1962 wechselte sie zum SSV Reutlingen 05. In der Saison 1965/66 belegte sie beim Bundesranglistenturnier Platz sieben und erreichte beim Deutschlandpokal mit der Damenmannschaft von Württemberg-Hohenzollern das Endspiel.
1969 wurde Schmollinger für die Individualwettbewerbe der Weltmeisterschaft in München nominiert. Hier kam sie im Einzel in die Runde der letzten 64. Im Doppel mit Hannelore Schneider (Männer) scheiterte sie in der Vorrunde an den Engländerinnen Judith Williams/Jill Shirley.
Seit 1973 spielt Erika Schmollinger beim TC SSV Reutlingen Tennis.

## Privat
Im Mai 1963 heiratete Erika Koch den Reutlinger Tischtennisspieler Oskar Schmollinger (* 1935).

## Turnierergebnisse
| Verband | Veranstaltung                         | Jahr | Ort            | Land | Einzel     | Doppel | Mixed | Team |
| ------- | ------------------------------------- | ---- | -------------- | ---- | ---------- | ------ | ----- | ---- |
| FRG     | Jugend-Europameisterschaft (Junioren) | 1957 | Donaueschingen | FRG  | Silber     | Gold   | Gold  |      |
| FRG     | Jugend-Europameisterschaft (Junioren) | 1955 | Ruit-Stuttgart | FRG  | Halbfinale |        |       |      |
| FRG     | Weltmeisterschaft                     | 1969 | München        | FRG  | letzte 64  | Qual   | Qual  |      |